# Marcel Weinum

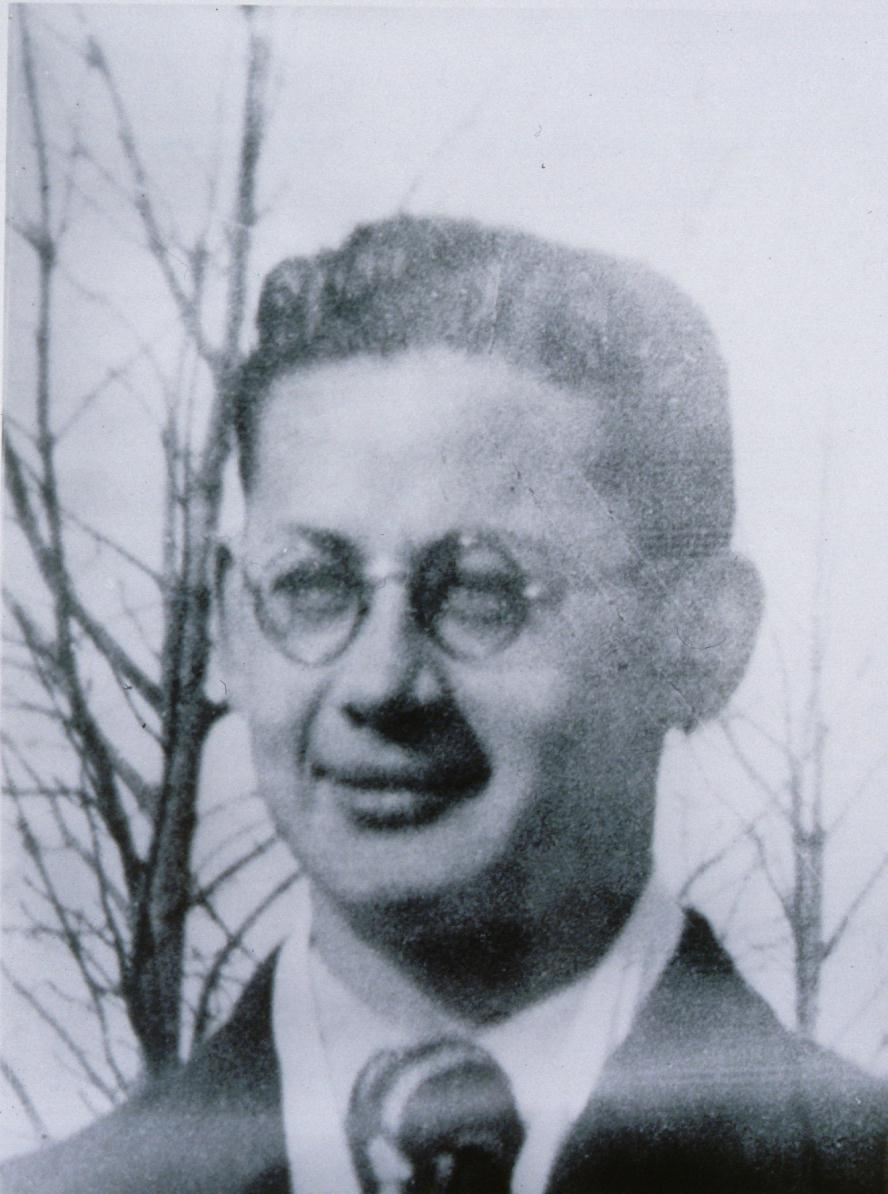
Marcel Weinum

Marcel Weinum (* 5. Februar 1924 in Brumath, Département Bas-Rhin; † 14. April 1942 in Stuttgart) war ein Elsässer im Widerstand gegen den Nationalsozialismus.
Marcel Weinum gründete in Straßburg im September 1940 mit Mitschülern das Widerstandsnetz Die Schwarze Hand (franz. La Main Noire). Die Mitglieder waren vor allem Jugendliche im Alter von 14 bis 16 Jahren.
Am 8. Mai 1941 sprengte Weinum mit einer Handgranate den Mercedes des Chefs der Zivilverwaltung des Elsass, Robert Wagner, auf einem Restaurantparkplatz in Straßburg in die Luft. Einige Tage später wurde er mit seinem Gefährten Ceslav Sieradzki an der Schweizer Grenze beim Versuch, in die Schweiz auszureisen, verhaftet und anschließend in Kehl inhaftiert. 
Hitler ordnete einen Schauprozess an, woraufhin in Straßburg ein „Sondergerichtshof“ tagte. Am 31. März 1942 wurde Marcel Weinum zum Tod verurteilt und nach Stuttgart überführt, wo er am 14. April 1942 enthauptet wurde. Sein Grab befindet sich auf dem Polygone-Friedhof in Straßburg (Section 4-31-4).